# Nagui
Nagui Fam (Alexandria, 14 de novembre de 1961), conegut simplement com a Nagui, és un presentador en francès de ràdio i televisió. És sobretot conegut per presentar el programa musical Taratata, tot i que també treballa en abundants programes de televisió de tota mena, en especial jocs i concursos. Compagina la seva feina a la televisió amb la de presentador a la ràdio, actualment és al canal francès Europe 1 presentant el programa Décrochez le Soleil. Té una productora de televisió pròpia, Air Productions.